# Adam Maher
Adam Maher (en árabe: آدَم مَاهِر; Ait Izzou, Marruecos, 20 de julio de 1993) es un futbolista neerlandés que juega como centrocampista en el Damac F. C. de la Liga Profesional Saudí.

## Selección nacional
Tras jugar con la selección de fútbol sub-19 de los Países Bajos, fue convocado en febrero de 2012 por Bert van Marwijk para la selección absoluta. En mayo de 2012 fue incluido en la lista de preseleccionados para la Eurocopa 2012.

## Clubes
| Club                       | País           | Año       | Partidos | Goles |
| -------------------------- | -------------- | --------- | -------- | ----- |
| AZ Alkmaar                 | Países Bajos   | 2010-2013 | 94       | 22    |
| PSV Eindhoven              | Países Bajos   | 2013-2016 | 103      | 16    |
| Jong PSV                   | Países Bajos   | 2016      | 6        | 1     |
| Osmanlıspor F. K. (cedido) | Turquía        | 2017      | 39       | 3     |
| PSV Eindhoven              | Países Bajos   | 2017      | 3        | 2     |
| Jong PSV                   | Países Bajos   | 2017-2018 | 2        | 0     |
| F. C. Twente               | Países Bajos   | 2018      | 18       | 3     |
| AZ Alkmaar                 | Países Bajos   | 2018-2019 | 29       | 2     |
| F. C. Utrecht              | Países Bajos   | 2019-2022 | 91       | 9     |
| Damac F. C.                | Arabia Saudita | 2022-     | 34       | 0     |
| Al-Wakrah S. C. (cedido)   | Catar          | 2024      | 2        | 0     |